# Gloireklasse

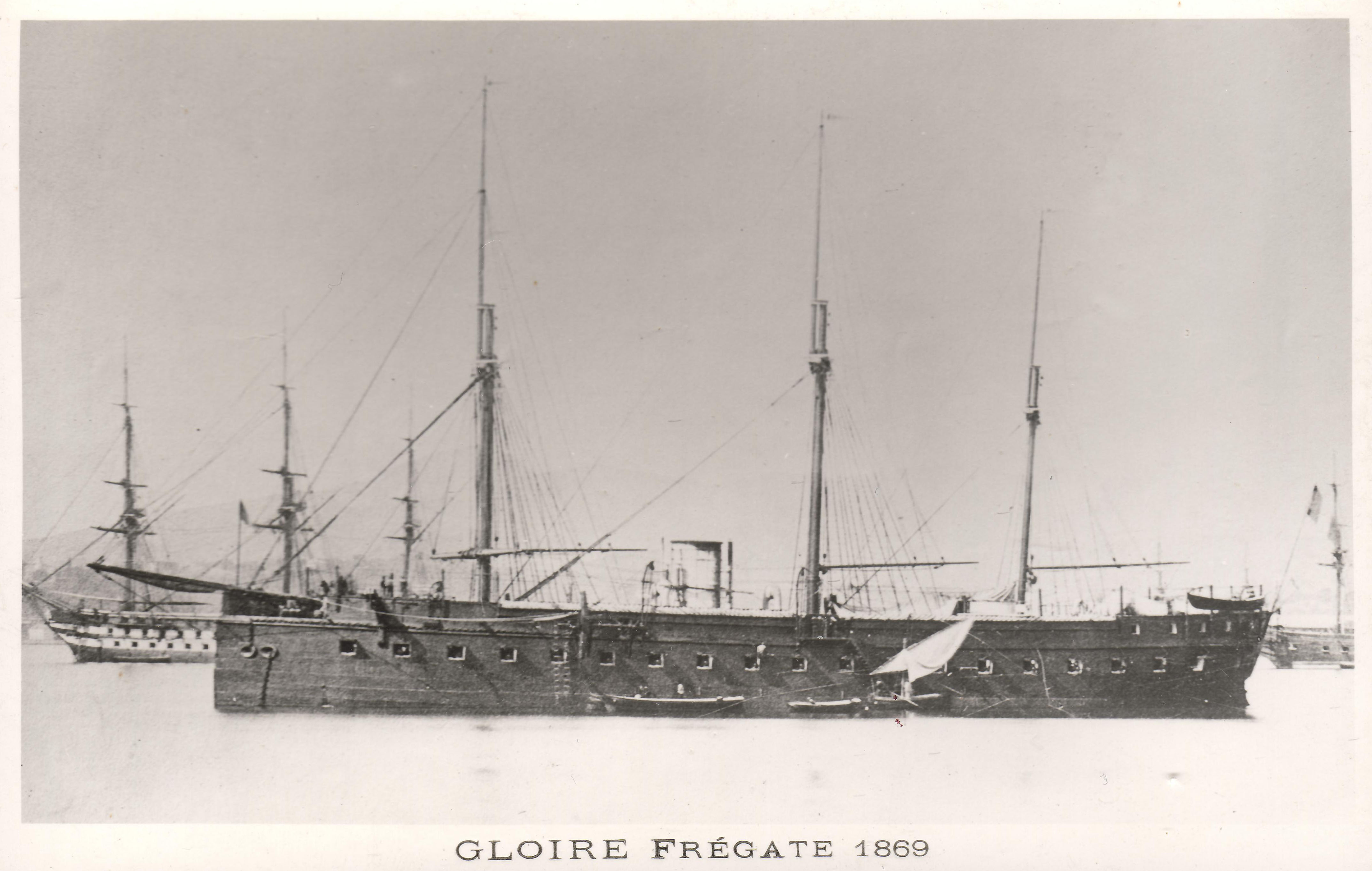
La Gloire

De Gloireklasse was een serie van drie Franse Ironclad schepen of gepantserde linieschepen, die ontworpen zijn door Henri Dupuy de Lôme. De schepen van de Gloireklasse waren houten schepen met een pantsergordel van smeedijzer, het waren de eerste gepantserde schepen ter wereld. De Gloireklasse was ontworpen na de Krimoorlog en het ontwerp borduurde voort op het ontwerp van gepantserde drijvende geschutsbatterijen die werden gebruikt in de Zwarte Zee en op het ontwerp van het Franse stoomschip Napoleon.

## Schepen
- La Gloire
- Invicible
- Normandie

## Technische kenmerken
De schepen van de Gloireklasse hadden een afmeting van 77,9 bij 17 meter en een diepgang van 8,5 meter. De romp was 0,6 meter dik en de bepantsering 100 mm hierdoor hadden de schepen een waterverplaatsing van 5.720 ton. De 8 ovale stoomketels dreven een schroef aan en leverde een vermogen van 2.500 pk waardoor de schepen een maximale snelheid hadden van 13 knopen. Naast stoomaandrijving waren de schepen ook getuigd met zeil, oorspronkelijk als brigantijn, maar na de uitbreiding van het zeiloppervlak tot 2.500 m² als volschip.

## Bewapening
De schepen van de Gloireklasse werden opgeleverd met 36 x 160mm-voorladerkanonnen op het kanondek en het bovendek 4 x Paixhan scheepskanonnen bedoeld voor het afvuren van granaten. Vanwege de snelle ontwikkeling op het gebied van kanontechniek zijn de 36 voorladerkanonnen vervangen door achterladerkanonnen van verschillende kalibers.

## Problemen van de Gloireklasse
Een jaar na de tewaterlating van het eerste schip van de Gloireklasse de Gloire werd aan de ander kant van het Kanaal in het Verenigd Koninkrijk de HMS Warrior in dienst genomen. De HMS Warrior was groter, had een waterverplaatsing van bijna 2 maal die van de Gloire en was uitgerust met meer en zwaardere kanonnen. Vrijwel direct na hun indienstneming waren de schepen van de Gloireklasse dus al overklast. Daarnaast waren de Normandie en de Invicible gemaakt van hout van een slechte kwaliteit, waardoor rot optrad en de schepen vervroegd uit de vaart moesten worden genomen.